# Happiness (manga)
Happiness (ハピネス Hapinesu?) es un manga dramático sobrenatural escrito e ilustrado por Shūzō Oshimi. Es serializado por la revista Bessatsu Shōnen Magazine de la editorial Kōdansha desde marzo de 2015, finalizó en marzo de 2019 con un total de diez volúmenes. La historia se centra en la vida de un joven escolar que ha sido atacado por una mujer vampiro y por consecuencia ha obtenido habilidades sobrehumanas.

## Argumento
Makoto Okazaki, un estudiante ordinario que acaba de comenzar secundaria en el instituto; y que está siendo obligado por compañeros de clase a comprarles el almuerzo; una noche se percata de que no ha devuelto un DVD rentado, y decide salir a hacerlo, a pesar de la hora y de la negativa de su madre. En su camino, pronto se ve atacado por una misteriosa chica vampiro vestida con ropa sucia y manchada de sangre; Makoto confuso es mordido por la chica, ocasionandole una herida en su cuello. Ella antes de acabar definitivamente con él, le pregunta si quiere vivir y ser como ella, y deseoso de vivir; el muchacho grita afirmativamente y la chica se apiada y le perdona la vida. Desde ese instante Makoto empezará a sufrir cambios psicológicos y físicos: sediento de sangre y con una fuerza sobrehumana, intentará esconder sus cambios a su familia y amigos, mientras intenta resolver el misterio de la chica vampiro, los hechos violentos ocasionados por esta misteriosa especie y la gente involucrada.

## Personajes
Makoto Okazaki (岡崎誠?)
Makoto es un joven tímido y débil, estudiante de secundaria, vive con sus padres en Tokio. Una noche es mordido por una misteriosa chica vampiro e intenta ocultarlo de su familia y amigos.
Nunota (布田?)
Compañero de clase de Makoto. Sufre chantaje por parte de Yuuki y sus amigos.
Yukiko Gosho (五所雪子?)
Estudiante de primer año y amiga de Makoto. Es reservada y apartada de sus compañeros, por lo que almuerza sola debajo de las escaleras durante las pausas para el almuerzo. Un día, se hace amigo de Makoto. Perdió a su hermano menor cuando era joven y realmente se parece mucho a él.
Yuuki (?)
Yuuki es un compañero de clase de Makoto. Intimida a Nunota primero y después a Makoto para que compren el almuerzo para él y sus amigos, hasta que un día Makoto, ya empezando a transformarse por el ataque de Nora, se rebela y le golpea. Es mordido y convertido en vampiro por Saku.
Nao Shiraishi (白石 菜緒?)
Nao es amiga y compañera de clase de Makoto, novia de Yuuki.
Saku (サク?)
Un misterioso chico vampiro.
Nora (ノラ?)
Una misteriosa chica vampiro de cabello negro largo y ropas sucias; vive desplazándose entre los edificios abandonados de la ciudad; una noche muerde a Makoto.
Satoru Okazaki (岡崎悟?)
El hermano mayor de Makoto, lo opuesto a su hermano, es un chico activo y alto.

## Manga
El manga es escrito e ilustrado por Shūzō Oshimi, autor de series de manga como Aku no Hana; inició su serialización en la revista Bessatsu Shōnen Magazine de la editorial Kōdansha desde marzo de 2015, hasta septiembre de 2017 han sido recopilados 6 volúmenes. Kodansha Comics USA licenció el manga para su distribución en idioma inglés desde mayo de 2016.

### Lista de volúmenes
| 1 | «Volumen 1» | 9 de julio de 2015      | ISBN 978-4-06-395444-9 |
| Contenido: - 1.- Nora (ノラ?) - 2.- Chi no Nioi (血のにおい ?) - 3.- Kattō (葛藤?) - 4.- Yoru Aruku (夜歩?) - 5.- Daishō (代償?) |             |                         |                        |
| 2 | «Volumen 2» | 9 de diciembre de 2015  | ISBN 978-4-06-395553-8 |
| Contenido: - 6.- Futagumi (二組?) - 7.- Ketsu Matsu (血沫?) - 8.- Hōkō (咆哮?) - 9.- Kurayami (暗闇?) - 10.- Saku (サク?)        |             |                         |                        |
| 3 | «Volumen 3» | 9 de mayo de 2016       | ISBN 978-4-06-395665-8 |
| Contenido: - 11.- Yūki (勇樹?) - 12.- Kegai (化外?) - 13.- Nedoko (寝床?) - 14.- Hakkaku (発覚?) - 15.- Kōsa (交差?)             |             |                         |                        |
| 4 | «Volumen 4» | 7 de octubre de 2016    | ISBN 978-4-06-395773-0 |
| Contenido: - 16.- Betsuri (別離?) - 17.- Nao (菜緒?) - 18.- Kyōdai (姉弟?) - 19.- Ketsubetsu (決別?) - 20.- Sekibetsu (惜別?)    |             |                         |                        |
| 5 | «Volumen 5» | 9 de marzo de 2017      | ISBN 978-4-06-395879-9 |
| Contenido: - 21.- Chi Hana (血花?) - 22.- Mikata (味方?) - 23.- Futari (二人?) - 24.- Dasshutsu (脱出?) - 25.- Furukizu (古傷?)  |             |                         |                        |
| 6 | «Volumen 6» | 8 de septiembre de 2017 | ISBN 978-4-06-510180-3 |
| Contenido: - 26.- Sakurane (桜根?) - 27.- Shinshō (心傷?) - 28.- Saikai (再会?) - 29.- Kaishi (回視?) - 30.- Tokutei (特定?)     |             |                         |                        |
| 7 | «Volumen 7» | 9 de enero de 2018      | ISBN 978-4-06-510718-8 |
| Contenido: - 31.-Kyōdan (教団?) - 32.-Seisan (聖餐?) - 33.-Saishi (祭祀?) - 34.-Kiyoshi (清史?) - 35.-Kokuaku (酷悪?)            |             |                         |                        |
| 8 | «Volumen 8» | 8 de junio de 2018      | ISBN 978-4-06-511569-5 |
| Contenido: - 36.-Sudō (須藤?) - 37.-Shukugan (宿願?) - 38.-Kaikō (邂逅?) - 39.-Kōsaku (交錯?) - 40.-Tenkan (転換?)               |             |                         |                        |
| 9 | «Volumen 9» | 8 de noviembre de 2018  | ISBN 978-4-06-513393-4 |
| Contenido: - 41.-Saisei (再生?) - 42.-Ningen (人間?) - 43.-Kamisama (神様?) - 44.-Ese (似非?) - 45.-Ketsui (決意?)               |             |                         |                        |